# 8291 Bingham
8291 Bingham este un asteroid din centura principală de asteroizi.

## Descriere
8291 Bingham este un asteroid din centura principală de asteroizi. A fost descoperit pe 2 septembrie 1992 la Observatorul La Silla de Eric Walter Elst. El prezintă o orbită caracterizată de o semiaxă mare de 2,59 ua, o excentricitate de 0,23 și o înclinație de 3,9° în raport cu ecliptica.